# 1437

## Události
- 26. července – V Chebu se konal říšský sněm, který svolal císař a král Zikmund Lucemburský.
- 9. prosince – Při cestě do Uher zemřel ve Znojmě český král a císař Svaté říše římské Zikmund Lucemburský a jeho smrtí vymírá lucemburský rod.
- 27. prosince – Českým králem byl zvolen Albrecht Rakouský z rodu Habsburků.
- 30. prosinec – Český sněm zvolil šestičlennou radu, aby spravovala zemi, než se Albrecht II. Habsburský ujme vlády.
- Tábor se stává královským městem.

### Probíhající události
- 1431–1445 – Basilejsko-ferrarsko-florentský koncil
- 1436–1449 – Lučchuan-pchingmienské války

## Narození
- 7. března – Anna Saská, braniborská kurfiřtka († 1512)
- 30. dubna – Ján III. Turzo, kremnický komorský hrabě a podnikatel († 10. října 1508)
- ? – Izák Abrabanel, židovský filozof († 1508)
- ? – Jan z Rabštejna, český diplomat, spisovatel a 32. probošt litoměřické kapituly Sv. Štěpána († 19. listopadu 1473)

## Úmrtí
Česko
- 9. září – Jan Roháč z Dubé, husitský hejtman, popraven (* asi 1380)
- 9. prosince – Zikmund Lucemburský, král český a císař římský (* 14. února 1368)

Svět
- 3. ledna – Kateřina z Valois, anglická královna jako manželka Jindřicha V. (* 1401)
- 21. února – Jakub I., král skotský (* 10. prosince 1394)
- 10. července – Jana Navarrská, bretaňská vévodkyně a anglická královna jako manželka Jindřicha IV. (* 1370)
- Boleslav IV. Opolský, opolský, falkenberský a střelecký kníže (* ?)
- Ulrich Richental, německý historik, autor Kroniky kostnického koncilu (* okolo 1360)

## Hlavy států
- České království – Zikmund Lucemburský
- Svatá říše římská – Zikmund Lucemburský
- Papež – Evžen IV.
- Anglické království – Jindřich VI.
- Francouzské království – Karel VII. Vítězný
- Polské království – Vladislav III. Varnenčik
- Uherské království – Zikmund Lucemburský – Albrecht II. Habsburský
- Chorvatské království – Albrecht II. Habsburský
- Byzantská říše – Jan VIII. Palaiologos